# Északi csónakfarkú
Az északi  csónakfarkú avagy közönséges csiröge (Quiscalus quiscula) a madarak osztályának verébalakúak (Passeriformes) rendjébe, azon belül a csirögefélék (Icteridae) családjába tartozó faj.

## Rendszerezése
A fajt Carl von Linné svéd természettudós írta le 1758-ban, a Gracula  nembe Gracula quiscula  néven.

## Alfajai
- Quiscalus  quiscula versicolor (Vieillot, 1819) - Kanada középső és délkeleti része és az USA középső államai
- Quiscalus  quiscula stonei (Chapman, 1935) - Az USA keleti államai
- Quiscalus quiscula quiscula (Linnaeus, 1758) - Az USA délkeleti államai [3]

## Előfordulása
Kanada az Amerikai Egyesült Államok, Mexikó és Saint-Pierre és Miquelon területén honos, kóborlásai során eljut a Bahama-szigetekre és a Bermudára is.
Természetes élőhelyei a mérsékelt övi erdők és cserjések, folyók, patakok és mocsarak környékén, valamint szántóföldek, legelők és városi környezet. Vonuló faj.

## Megjelenése
Testhossza 26-27 centiméter, testtömege 74-142 gramm.
|  |

## Életmódja
Mindenevő, de gyümölcsöt csak ritkán fogyaszt.

## Természetvédelmi helyzete
Az elterjedési területe rendkívül nagy, egyedszáma ugyan mégnagy, de gyorsan csökken. A Természetvédelmi Világszövetség Vörös listáján mérsékelten fenyegetett fajként szerepel.